# 오리엔탈 레코드
오리엔트 레코드는 경상북도 대구시(현 대구광역시) 1947년부터 1958년까지 존재했던 대한민국의 음반사이다. 이병주가 설립했다. 1947년에 설립되었다. 한국전쟁 중에 인재를 맞아들이며 대한민국 가요계를 대표하는 음반사가 되었다. 하지만 서울특별시 환도와 휴전 협정 이후 음반업계의 주도권은 다시 서울로 넘어갔고 LP가 등장하면서 쇠퇴를 겪자 결국 1958년 오리엔탈 레코드는 문을 닫았다.